# It (1927)
It (bra: O Não Sei Quê das Mulheres ou It) é um longa-metragem norte-americano de 1927, do gênero comédia romântica, dirigido por Clarence G. Badger e Josef von Sternberg.

## Elenco
- Clara Bow ... Betty Lou
- Antonio Moreno ... Cyrus Waltham
- William Austin ... Monty
- Priscilla Bonner ... Molly
- Jacqueline Gadsden ... Adela Ban Norman
- Julia Swayane Gordon ... Mrs. Van Norman
- Elinor Glyn ... Madame Elinor Glyn